# フリードリヒ3世 (ドイツ王)
フリードリヒ3世（Friedrich III., 1289年 - 1330年1月13日）は、ルドルフ1世から続く神聖ローマ帝国の5代目の非世襲ローマ王（在位：1314年 - 1330年）、ハプスブルク家では3人目、ヴィッテルスバッハ家の神聖ローマ皇帝ルートヴィヒ4世の対立王、のち共治王。フリードリヒ美王（Friedrich der Schöne）と呼ばれる。オーストリア公としてフリードリヒ1世。ローマ王アルブレヒト1世と王妃エリーザベト・フォン・ケルンテンの次男。オーストリア公ルドルフ3世の弟、レオポルト1世、アルブレヒト2世、オットーの兄。

## 生涯
1313年にルクセンブルク家のハインリヒ7世が死んだ後、ヴィッテルスバッハ家のルートヴィヒ4世（ルドルフ1世の外孫でフリードリヒの従兄にあたる）と皇帝位を争ったが、選挙でルートヴィヒ4世に敗れた。その後数年間、弟レオポルトの助けを得てルートヴィヒ4世と戦い、勝利を目前としたが、1322年9月、ミュールドルフ近辺の戦いで大敗し、多くの貴族と共に捕虜となった。1325年まで捕囚の身だったが、妥協が成立し、ルートヴィヒ4世が神聖ローマ皇帝およびイタリア王としてイタリアを治め、フリードリヒ3世がローマ王としてドイツを治めることになった。
1330年にフリードリヒが死去した後は、ルートヴィヒ4世の単独統治となった。以後、1438年に弟アルブレヒトの曾孫アルブレヒト5世がローマ王に選出されるまで100年余りの間、ハプスブルク家は王位から遠ざかることになった。

## 子女
1314年にアラゴン王ハイメ2世の娘イサベル（エリーザベト）と結婚、1男2女をもうけた。
- フリードリヒ（1316年 - 1322年）
- エリーザベト（1317年 - 1336年）
- アンナ（1318年 - 1343年） - 下バイエルン公ハインリヒ15世と結婚、のち、ゲルツ伯ヨハン・ハインリヒ4世と結婚

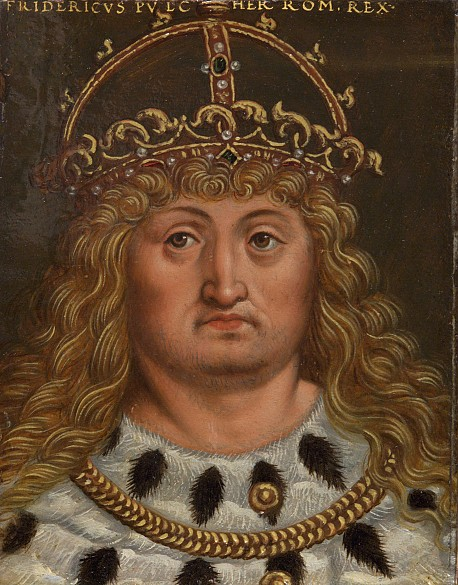
フリードリヒ3世
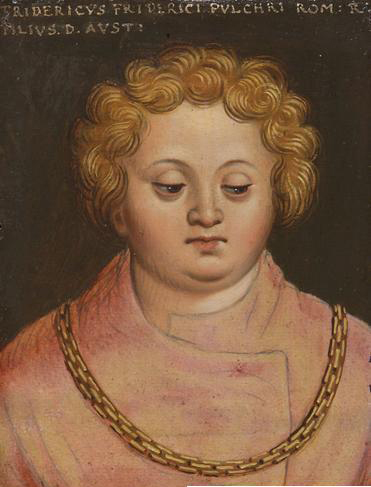
息子フリードリヒ
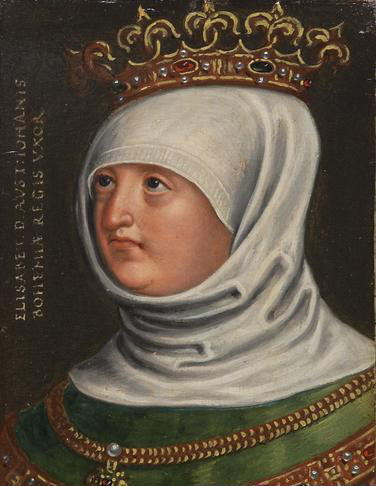
娘エリーザベト